# Riachão (São Bento)
Pour les articles homonymes, voir Riachão.
Riachão est une ville brésilienne située dans São Bento dans l’État du Paraíba.

## Démographie
La ville compte 742 habitants.